# Charles Conrad
Charles Conrad   (Filadèlfia, 2 de juny de 1930 - Ojai, 8 de juliol de 1999) Charles "Pete" Conrad, Jr va ser un astronauta nord-americà i el tercer home a trepitjar la Lluna (missió Apollo 12). També va formar part del Projecte Gemini i Skylab.

## Biografia
Llicenciat en enginyeria aeronàutica per la Universitat de Princeton l'any 1953, va aconseguir entrar a la Marina dels Estats Units d'Amèrica, on es va convertir en pilot de proves i més tard en instructor de vol. Va formar part del segon grup d'astronautes triats per la NASA el 1962 que trepitjaria la Lluna al novembre de 1969 bord de l'Apollo 12. Molt abans va ser considerat per a la missió Mercury 7, però finalment va ser rebutjat.
Pete Conrad allunitzà amb el "Intrepid" al novembre de 1969, convertint-se en el tercer home que va trepitjar la Lluna. Un cop va haver baixat del Mòdul lunar i realitzés el seu primer passeig en la superfície del satèl·lit, ha fet broma sobre la seva alçada quan va comentar a Houston, que tothom des dels receptors de ràdio i televisió van poder sentir, el següent:
«Whoopie! Home, aquest va poder haver estat un petit pas per a Neil (Armstrong), però ha estat un gran per a mi!»
Temps després revelaria que aquest graciós comentari ho va fer per guanyar una aposta amb Oriana Fallaci.
El personatge de Conrad va aparèixer en la minisèrie de la televisió per cable nord-americana HBO que portava per títol "De la terra a la lluna" (títol original: From Earth to the Moon).
Va morir en un accident amb la seva motocicleta al juliol de 1999. Al principi va semblar sortir il·lès de la col·lisió, però al cap de 6 hores del tràgic accident va ser declarada la seva mort a causa d'una hemorràgia interna.